# Rally Nova Iorque-Paris de 1908
O Rally Nova Iorque – Paris de 1908 foi uma corrida automobilística celebrada entre fevereiro e setembro de 1908.
Essa competição foi inspirada no sucesso do Rali Pequim-Paris de 1907. Proposto pelos jornais The New York Times e Le Matin, o início do rally foi marcado para 12 de fevereiro de 1908 , na cidade de Nova Iorque.

## Equipes
Seis equipes de 4 países se apresentaram para a disputa:
- França : De Dion-Bouton, com 4 cilindros , desenvolvendo 30 HP, 6600 libras de peso e 7 tanque de combustível com capacidade para 185 galões. Guiado por Bouvier St. Chaffray, Alphonse Autran e Hans Hendrik Hansen;

- França : Monobloc, de 4 cilíndros, produzindo entre 24 e 30 HP, peso de 6437 libras e 4 tanques de combustível com capacidade total de 86 galões. Conduzido por Charles Godard, Arthur Hue e Maurice Livier;[1]

- França : Sizaire-Naudin, com 1 cilíndro, desenvolvendo 15 HP, peso de 3300 libras e 3 reservatórios com capacidade máxima de 40 galões de combustível. Conduzido por Auguste Pons , Maurice Berlhe e Lucien Dechamps;

- Império Alemão: Protos, de 4 cilíndros e 40 HP de potência, 6 mil libras de peso e 6 tanques de combustível com capacidade máxima para 211 galões. Guiado pelo tenente Hans Koeppen,Ernst Maas e Hans Knape;[2]

- Estados Unidos : Thomas Flyer, modelo 35, com 4 cilíndros e 60 HP, 5700 libras de peso e 2 tanques com capacidade máxima de 125 galões de combustível. Guiado por George Schuster, Montague Roberts e Harold Brinker

- Reino da Itália: Zust, com 4 cilíndros produzindo entre 28 e 40 HP. Peso de 3500 libras e 3 tanques com capacidade para 132 galões de combustível conduzido por Emilio Sirtori;

Cada equipe possuía 3 membros, sendo que as equipes da Itália e dos Estados Unidos levavam um 4º membro, correspondente dos jornais The New York Times e Le Matin.

## Corrida

### Estados Unidos

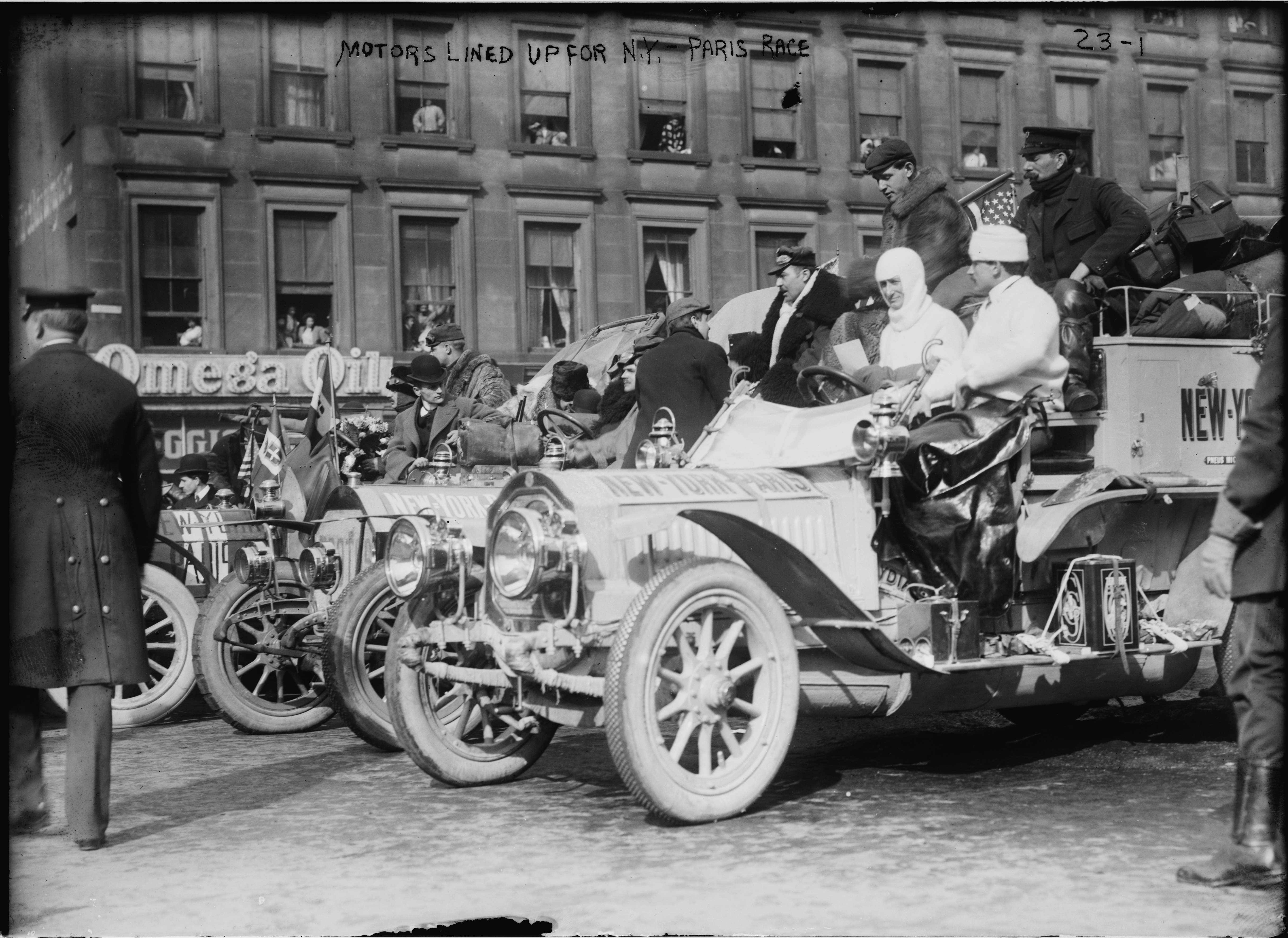
Os seis carros alinhados para a largada do Rally em Nova Iorque, 12 de fevereiro de 1908.

A largada ocorreu no dia 12 de fevereiro de 1908 em Times Square. Com um tiro de pistola de ouro,  o rally é iniciado às 11:15 min da manhã. Os veículos partem para Albany, através do Hudson Valley. Nesse trecho inicial o pequeno Sizaire-Naudin teve de desistir em Peekskill , New York, após após atingir uma pedra que lhe arrancaria o diferencial. Durante a travessia dos Estados Unidos os demais competidores também enfrentariam problemas. O Monobloc se perderia nas estradas dos campos agrícolas de Iowa , transformados em lamaçais após muitas chuvas, e acabaria desistindo da prova em 17 de março em Carroll, Iowa.
Os outros concorrentes também encontrariam dificuldades. O meio oeste americano tinha diversos trechos intransponíveis, ainda mais no inverno, de forma que a única saída para os competidores foi correr à margem ou vezes até sobre os trilhos da Primeira Ferrovia Transcontinental.

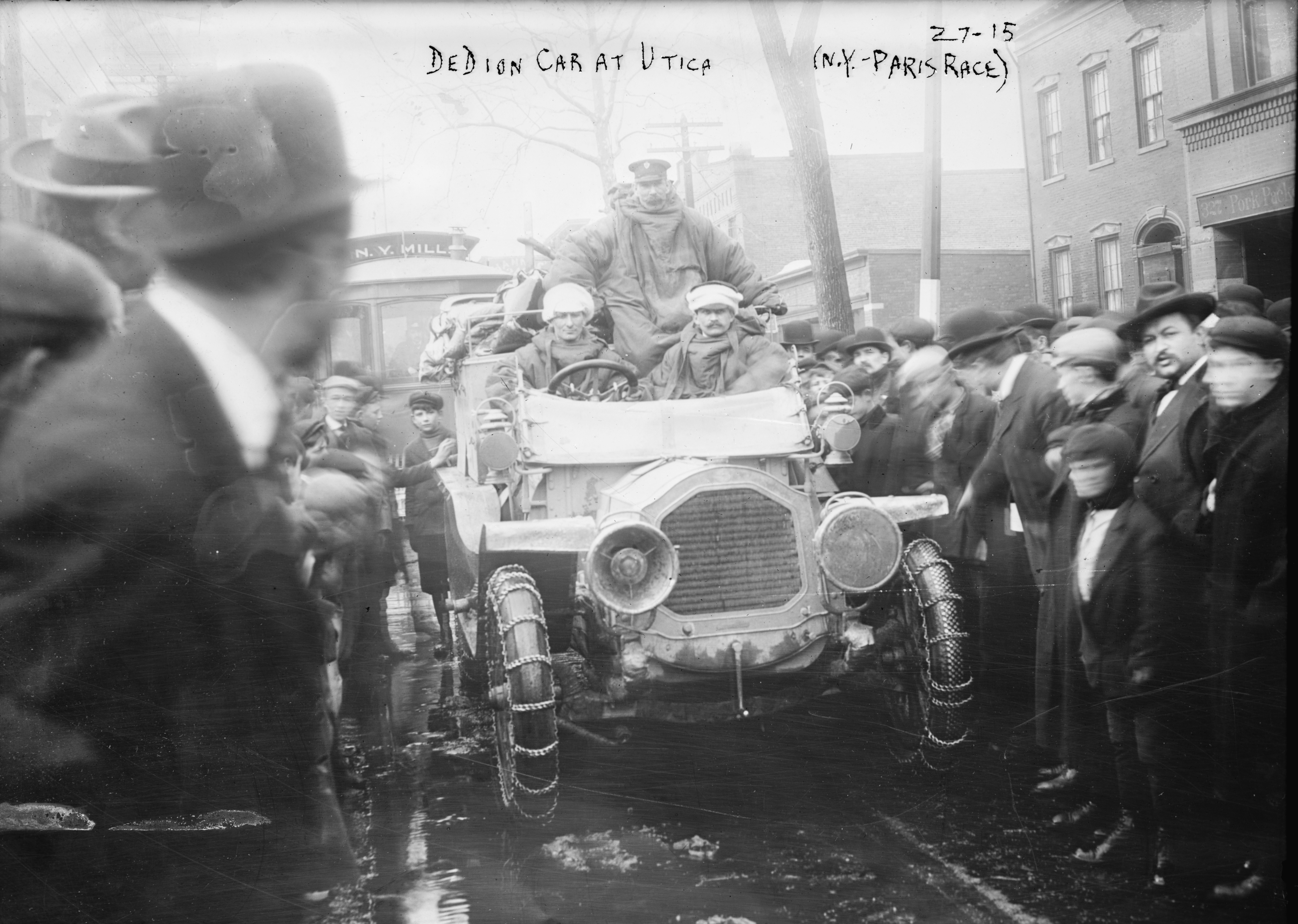
O De Dion em Utica.

O Zust acabaria caindo de um pontilhão da Union Pacific, que teve de mobilizar uma brigada de descarrilhamento com guindastes e dezenas de homens que conseguiram retirar automóvel de lá. O Protos acabaria quebrando em Pocatello, Idaho e , para não perder mais tempo, foi consertado e transportado de trem até Seattle.
O vencedor da etapa americana foi Thomas Flyer que chegou em San Francisco em 24 de março, tendo percorrido a distância entre Nova Iorque e San Francisco em 41 dias, 8 horas e 15 min. Foi a primeira vez que um automóvel cruzaria os Estados de leste a oeste no inverno.
A travessia do estreito de Bering foi considerada impossível e, assim, os veículos tiveram de realizar a travessia dos Estados Unidos para o Império Russo de navio. Assim Thomas Flyer, Zust, Protos e De Dion fariam a viagem de Seattle para Vladivostok.

### Ásia
Após uma viagem que contou com uma escala no Japão, os 4 veículos restantes chegariam a Vladivostok em 20 de maio, onde foi acordado que o Protos receberia uma punição de 30 dias pelo transporte de trem. Temendo bandidos e as condições adversas na Sibéria, o De Dion desistiria pouco tempo após  a chegada.
A corrida foi reiniciada com os três competidores restantes (Thomas ,Protos e Zust), que tiveram de enfrentar terrenos mais difíceis por conta do inverno rigoroso. Após ter tomado a dianteira, o Protos começou a perder terreno para o Thomas Flyer enquanto que o Zust ficaria cada vez mais longe deles. O Thomas Flyer passaria o Protos à 3 mil km de Vladivostok. Com o derretimento da neve, seriam formados pântanos quase invisíveis que serviriam para arruinar a vida dos competidores. E foi num desses pântanos da Sibéria que o Thomas acabaria atolando, perdendo a liderança para o Protos. O veículo alemão chegaria a Moscou em 20 de julho, tendo desfilado para o Czar, enquanto que os americanos chegariam apenas 4 dias depois.

### Europa

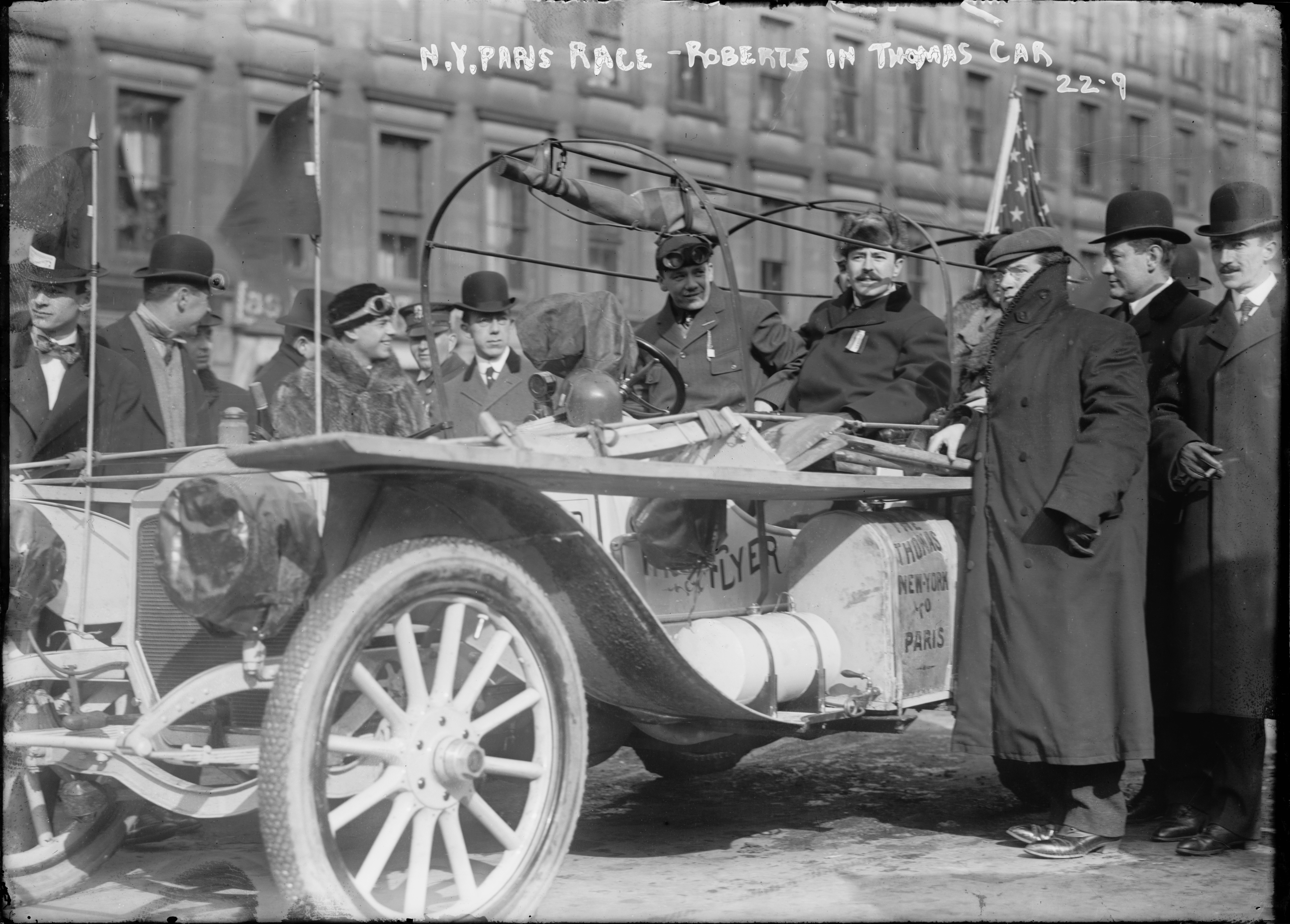
Thomas Flyer em Paris, após vencer o Rally

A viagem na Europa foi facilitada pelas estradas melhores e assim, após passarem pela Alemanha e Bélgica chegariam a França. O Protos chegaria em Paris no dia 26 de julho de 1908. Por conta de sua penalização dupla de 30 dias, acabaria perdendo a prova para o Thomas Flyer, que chegaria 4 dias depois. O Zust chegaria a Paris apenas em 17 de setembro.

## Consequências
O sucesso do rally incentivaria o investimento na ampliação das estradas de rodagem em diversos países e ajudaria a popularizar o automóvel.